# Magdalene Thoresen
Anna Magdalene Thoresen (* 3. Juni 1819 in Fredericia, Dänemark; † 28. März 1903) war eine dänisch-norwegische Schriftstellerin und Schwiegermutter Henrik Ibsens.

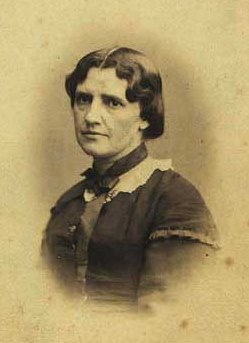
Magdalene Thoresen. Fotografie von Ludvig Grundtvig (1836–1901), Det Kongelige Bibliotek

## Leben
Magdalene war die Tochter des Frachtschiffers Thomas Nielsen Krag († 1846) und seiner Frau Anne Kristine Pederssen.
Wegen der finanziell schlechten Lage ihrer Eltern wuchs Magdalene bei ihrer Großmutter auf. Als sie 14 Jahre alt war, verstarb die Großmutter, und sie zog wieder zu ihren Eltern. Schon in ihrer Kindheit las sie gern und verfasste Gedichte. Im Alter von 20 Jahren begann sie in Kopenhagen eine Ausbildung zur Lehrerin. 1842 zog sie nach Norwegen, um eine Stelle als Hauslehrerin bei dem verwitweten Pfarrer Hans Conrad Thoresen in der Gemeinde Herøy anzunehmen.
Ein Jahr später heiratete sie den inzwischen zum Propst ernannten Thoresen und zog mit ihm und seiner Tochter Suzannah nach Bergen. Er förderte ihre künstlerische Entwicklung. Sie reiste 1853 nach Kopenhagen, wo sie Johan Ludvig Heiberg traf. Weitere Reisen führten sie nach Deutschland, Brüssel, Paris und London. In Bergen unterhielt sie Kontakte zu Bischof Jacob Neumann, Lyder Sagen, Hans Holmeboe, Henrik Ibsen und Bjørnstjerne Bjørnson.
In den 1850er Jahren unterstützte Magdalene Thoresen die Nationale Bewegung in Bergen. Sie war bei der Gründung des „Det norske Theater“ dabei, schrieb Theaterkritiken für das Bergenske Blade und anonym Schauspielstücke für das Theater. Mit Hilfe von Bjørnstjerne Bjørnson brachte sie ihre ersten Gedichte heraus.
1856 heiratete ihre Stieftochter Suzannah den Schriftsteller und Dramatiker Henrik Ibsen.

## Kritik
Hans Marquardt, Herausgeber des Bandes Menschen im Frühling (Leipzig 1974, S. 566), schreibt über die Autorin:

„Sie gehört […] zu den populärsten Darstellern des norwegischen Bauern- und Fischerlebens, und einzelne ihrer Erzählungen können sich in Sprache und Komposition neben denen des großen norwegischen Meisters [Björnson] behaupten. […] Magdalene Thoresen konnte sich […] mit ihrer ersten Sammlung Fortaellinger (Erzählungen, 1863) sofort einen Ehrenplatz unter den norwegischen Schriftstellern ihrer Zeit erobern. Als das eigentliche Meisterwerk der Schriftstellerin […] gilt die Erzählung Luknegaarden (Der Luknehof, 1873). Noch mehr als bei Björnson sind die Bauerngestalten hier harte, störrische und zähe Naturen […].“

## Werke
- Fortællinger (1863)
- Nyere fortællinger (Neuere Erzählungen, 1873)
- Livsbilleder (1877)
- Herluf Nordal (1879)
- Fra midnatssolens land (1886)
- Billeder fra midnatssolens land (Bilder aus dem Land der Mitternachtssonne; Band I: 1884; Band II: 1888)
- Digte (1887)

### Deutschsprachige Ausgaben
- Gesammelte Erzählungen. Übersetzer: Oskar Häring. Berlin 1901 (online – Internet Archive)

## Schauspiele
- Inden døre (1877)
- Kristoffer Valkendorf og hanseaterne (1878)
- En opadgaaende sol (1881)